# スターケード (プロレス)
スターケード（Starrcade）は、2001年まで存在したアメリカ合衆国のプロレス団体「WCW」が、NWAジム・クロケット・プロモーションズ時代の1983年からWCW崩壊前年の2000年まで毎年11月または12月に開催していた同団体の年間最大の大会及びPPVの名称である。

## 概要
ライバル団体だったWWEのレッスルマニアに相当する大会でありNWA及びWCWにおける年間最大のイベントであった。2009年にWWEからスターケードの歴史をまとめた3枚組DVDが発売された。なおスターケードの綴りは「Starcade」でなく「Starrcade」であり「r」が1つ多い。

## 歴史

### NWA主催

#### Starrcade（1983年）
開催日 : 1983年11月24日
開催場所 : ノースカロライナ州グリーンズボロ、グリーンズボロ・コロシアム
観客動員数 : 15,447人
1. ジ・アサシンズ（マスクド・アサシン1号&マスクド・アサシン2号）○ vs. ルーファス・R・ジョーンズ&バグジー・マグロー●
2. ケビン・サリバン&マーク・ルーイン○ vs. スコット・マギー&ジョニー・ウィーバー●
3. アブドーラ・ザ・ブッチャー○ vs. カルロス・コロン●
4. ボブ・オートン・ジュニア&ディック・スレーター○ vs. ワフー・マクダニエル&マーク・ヤングブラッド●
5. チャーリー・ブラウン○ vs. ザ・グレート・カブキ（c）● （NWA TV選手権試合 / 王座vsマスク）
6. ロディ・パイパー○ vs. グレッグ・バレンタイン（c）● （NWA USヘビー級選手権試合 / ドッグ・カラー・マッチ）
7. リッキー・スティムボート&ジェイ・ヤングブラッド○ vs. ジャック・ブリスコ&ジェリー・ブリスコ（c）●  （NWA世界タッグ選手権試合 / 特別レフェリー：アンジェロ・モスカ）
8. リック・フレアー○ vs. ハーリー・レイス（c）●  （NWA世界ヘビー級選手権試合 / スティール・ケージ・マッチ / 特別レフェリー：ジン・キニスキー）

#### Starrcade（1984年）
開催日 : 1984年11月22日
開催場所 : ノースカロライナ州グリーンズボロ、グリーンズボロ・コロシアム
観客動員数 : 不明
1. デニー・ブラウン vs マイク・デービス  （NWA世界Jrヘビー級選手権試合）
2. ブライアン・アディアス vs ミスター・イトー
3. ジェシー・バー vs マイク・グラハム （NWAフロリダ・ヘビー級選手権試合）
4. ジ・アサシン&バズ・タイラー vs ザンブイ・エクスプレス（イライジャ・アキーム&カリーム・モハメッド）
5. マニー・フェルナンデス vs ブラック・バート
6. ロン・バス vs ディック・スレーター （NWAミッドアトランティック・ヘビー級選手権試合）
7. イワン・コロフ&ニキタ・コロフ vs オレイ・アンダーソン&キース・ラーソン
8. タリー・ブランチャード vs リッキー・スティムボート （NWA世界TV選手権試合）
9. ワフー・マクダニエル vs スーパースター・ビリー・グラハム （NWA USヘビー級選手権試合）
10. リック・フレアー vs ダスティ・ローデス （NWA世界ヘビー級選手権試合）

#### Starrcade（1985年）
開催日 : 1985年11月28日
開催場所 : ノースカロライナ州グリーンズボロ、グリーンズボロ・コロシアム及びジョージア州アトランタ、ジ・オムニ
観客動員数 : 不明
1. クラッシャー・クルスチェフ vs サム・ヒューストン （NWAミッドアトランティック・ヘビー級選手権試合）
2. ロン・バス vs ブラック・バート（w / J・J・ディロン）
3. J・J・ディロン（w / ブラック・バート） vs ロン・バス
4. バディ・ランデル vs テリー・テイラー （NWAナショナル・ヘビー級選手権試合）
5. マグナムTA vs タリー・ブランチャード （NWA USヘビー級選手権試合）
6. ロックンロール・エクスプレス（リッキー・モートン&ロバート・ギブソン）（w / ドン・カヌードル） vs イワン・コロフ&ニキタ・コロフ（w / クラッシャー・クルスチェフ） （NWA世界タッグ選手権試合）
7. マニー・フェルナンデス vs アブドーラ・ザ・ブッチャー
8. スーパースター・ビリー・グラハム vs ザ・バーバリアン
9. ミネソタ・レッキング・クルー（オレイ・アンダーソン&アーン・アンダーソン） vs ワフー・マクダニエル&ビリー・ジャック・ヘインズ （NWAナショナル・タッグ選手権試合）
10. ジミー・バリアント&ミス・アトランタ・リブリー vs ミッドナイト・エクスプレス（デニス・コンドリー&ボビー・イートン）（w / ジム・コルネット）
11. ダスティ・ローデス vs リック・フレアー （NWA世界ヘビー級選手権試合）

#### Starrcade（1986年）
開催日 : 1986年11月27日
開催場所 : ノースカロライナ州グリーンズボロ、グリーンズボロ・コロシアム及びジョージア州アトランタ、ジ・オムニ
観客動員数 : 不明
1. ティム・ホーナー&ネルソン・ロイヤル vs ドン・カヌードル&ロッキー・カヌードル
2. ヘクター・ゲレロ&バロン・フォン・ラシク vs シャスカ・ワトレー&ザ・バーバリアン
3. ワフー・マクダニエル vs リック・ルード（インディアン・ストラップ・マッチ）
4. ジミー・バリアント vs ポール・ジョーンズ（w / マニー・フェルナンデス）
5. タリー・ブランチャード（w / J・J・ディロン） vs ダスティ・ローデス （世界TV選手権試合）
6. ロックンロール・エクスプレス（リッキー・モートン&ロバート・ギブソン） vs ミネソタ・レッキング・クルー（オレイ・アンダーソン&アーン・アンダーソン） （NWA世界タッグ選手権試合）
7. ブラッド・アームストロング vs ジム・ガービン
8. ザ・ラシアンズ（イワン・コロフ&クラッシャー・クルスチェフ） vs カンザス・ジェイホークス（ボビー・ジャガーズ&ダッチ・マンテル） （NWA USタッグ選手権試合）
9. サム・ヒューストン vs ビル・ダンディー （NWAセントラル・ステーツ・ヘビー級選手権試合）
10. ビッグ・ババ・ロジャース（w / ジム・コルネット） vs ロニー・ガービン
11. ロード・ウォリアーズ（ホーク&アニマル）（w / ポール・エラリング） vs ミッドナイト・エクスプレス（デニス・コンドリー&ボビー・イートン）（w / ジム・コルネット）
12. リック・フレアー vs ニキタ・コロフ （NWA世界ヘビー級、USヘビー級選手権試合）

#### Starrcade（1987年）
開催日 : 1987年11月26日
開催場所 : イリノイ州シカゴ、UICパビリオン
観客動員数 : 不明
1. スティング、マイケル・ヘイズ&ジム・ガービン vs エディ・ギルバート、リック・スタイナー&ラリー・ズビスコ
2. スティーブ・ウィリアムス vs バリー・ウインダム （UWFヘビー級選手権試合）
3. ロックンロール・エクスプレス（リッキー・モートン&ロバート・ギブソン） vs ミッドナイト・エクスプレス（ボビー・イートン&スタン・レーン）（w / ジム・コルネット&ビッグ・ババ・ロジャース）
4. ニキタ・コロフ vs テリー・テイラー （NWA,UWF世界TV選手権試合）
5. アーン・アンダーソン&タリー・ブランチャード（w / J・J・ディロン） vs ロード・ウォリアーズ（ホーク&アニマル）（w / ポール・エラリング） （NWA世界タッグ選手権試合）
6. ダスティ・ローデス vs レックス・ルガー（w / J・J・ディロン） （NWA USヘビー級選手権試合）
7. リック・フレアー（w / J・J・ディロン） vs ロニー・ガービン （NWA世界ヘビー級選手権試合）

### NWA / WCW主催

#### Starrcade（1988年）
開催日 : 1988年12月26日
開催場所 : バージニア州ノーフォーク、スコープ・アリーナ
観客動員数 : 10,000人

#### Starrcade（1989年）
開催日 : 1989年12月13日
開催場所 : ジョージア州アトランタ、ジ・オムニ
観客動員数 : 6,000人

#### Starrcade（1990年）
開催日 : 1990年12月16日
開催場所 : ミズーリ州セントルイス、キール・オーディトリアム
観客動員数 : 7,200人

### WCW主催

#### Starrcade（1991年）
開催日 : 1991年12月29日
開催場所 : バージニア州ノーフォーク、スコープ・アリーナ
観客動員数 : 9,000人

#### Starrcade（1992年）
開催日 : 1992年12月28日
ジョージア州アトランタ、ジ・オムニ
観客動員数 : 8,000人

#### Starrcade（1993年）
開催日 : 1993年12月27日
開催場所 : ノースカロライナ州シャーロット、インディペンデンス・アリーナ
観客動員数 : 8,200人

#### Starrcade（1994年）
開催日 : 1994年12月27日
開催場所 : テネシー州ナッシュビル、ナッシュビル・ミュニシパル・オーデトリアム
観客動員数 : 8,200人

#### Starrcade（1995年）
開催日 : 1995年12月27日
開催場所 : テネシー州ナッシュビル、ナッシュビル・ミュニシパル・オーデトリアム
観客動員数 : 8,200人

#### Starrcade（1996年）
開催日 : 1996年12月29日
開催場所 : テネシー州ナッシュビル、ナッシュビル・ミュニシパル・オーデトリアム
観客動員数 : 9,030人

#### Starrcade（1997年）
開催日 : 1997年12月28日
開催場所 : ワシントンD.C. MCIセンター
観客動員数 : 17,500人

#### Starrcade（1998年）
開催日 : 1998年12月27日
開催場所 : ワシントンD.C. MCIセンター
観客動員数 : 16,066人

#### Starrcade（1999年）
開催日 : 1999年12月19日
開催場所 : ワシントンD.C. MCIセンター
観客動員数 : 8,582人
○ママルークス（ビッグ・ヴィトー & ジョニー・ザ・ブル）vs ディスコ・インフェルノ & ラッシュ・ラルー
- WCW世界クルーザー級選手権試合

○メデューサ vs エヴァン・カレイジャス (c)
＊メデューサが王座奪取
- WCWハードコア選手権試合

○ノーマン・スマイリー (c) vs ●ミング
＊王者スマイリーが防衛成功
- 8人タッグマッチ

○ザ・レボリューション（シェーン・ダグラス、ディーン・マレンコ、ペリー・サターン & エイジア） vs ●ジム・ドゥガン & バーシティ・クラブ（ケビン・サリバン、マイク・ロトンド & リック・スタイナー）
○バンピーロ vs ●スティーブ・ウィリアムス
＊ウィリアムスの反則負け
○バンピーロ vs ●オクラホマ（エド・フェレーラ）
- 6人タッグマッチ

○クリエイティブ・コントロール（パトリック & ジェラルド） & カート・ヘニング vs　●ハーレム・ヒート（ブッカー・T & スティービー・レイ）& ミッドナイト
ジェフ・ジャレット○ vs. ダスティン・ローデス● （バンクハウス・ブロウル）
- クロウバー・オン・ア・ポール・マッチ

○ダイヤモンド・ダラス・ペイジ vs ●デビッド・フレアー
○スティング vs ●トータル・パッケージ
- パワーボム・マッチ（先にパワーボムを仕掛けたら勝ちというルール）

○ケビン・ナッシュ vs ●シッド・ビシャス
- WCW USヘビー級選手権試合 ラダーマッチ

○クリス・ベノワ (c) vs ●ジェフ・ジャレット
＊王者ベノワが防衛に成功
- WCW世界ヘビー級選手権試合 ノーDQマッチ

○ブレット・ハート (c) vs ●ゴールドバーグ
＊ロディ・パイパーがリングに入り、ブレットがシャープシューターをかけた瞬間に、ブレットの勝ちを宣告し（モントリオール事件の再現と思われる）、王者ブレットが防衛成功

#### Starrcade（2000年）
- 翌年3月26日に、WCWがWWF(現・WWE)に買収されたため、今大会が最後のスターケードとなった。

開催日 : 2000年12月17日
開催場所 : ワシントンD.C. MCIセンター
観客動員数 : 6,596人
- ラダーマッチ

○3カウント（シェーン・ヘルムズ&シャノン・ムーア） vs ヤング・ドラゴンズ（ジミー・ヤン&カズ・ハヤシ) vs ●ジェイミー・ノーブル&エヴァン・カレイジャス
- ○ランス・ストーム vs ●ザ・キャット
- WCWハードコア選手権試合

○テリー・ファンク vs ●クロウバー (c)
＊挑戦者テリーが王座奪取
- △クロニック（ブライアン・アダムス&ブライアン・クラーク） vs △ビッグ・ヴィトー&リーノ

※ノーコンテスト
- アンビュランス・マッチ

○マイク・アッサム vs ●バンバン・ビガロ
- WCW USヘビー級選手権試合

○ジェネラル・レクション (c) vs ●シェーン・ダグラス
＊王者デモットが防衛に成功
- バンクハウス・ストリート・ファイト・マッチ

○ジェフ・ジャレット&ハリス・ブラザーズ vs ●フィルシー・アニマルズ（コナン、レイ・ミステリオ・ジュニア&ビリー・キッドマン）
- WCW世界タッグ選手権試合

○ジ・インサイダーズ（ダイヤモンド・ダラス・ペイジ&ケビン・ナッシュ） vs ●ザ・パーフェクト・イベント（チャック・パルンボ&ショーン・スタージャック） (c)
挑戦者組が王座奪取
- ノー・ホールズ・バード・マッチ

○ゴールドバーグ vs ●レックス・ルガー
- WCW世界ヘビー級選手権試合

○スコット・スタイナー (c) vs ●シッド・ビシャス
＊王者スタイナーが防衛に成功

### WWE主催

#### Starrcade（2017）
2000年以来17年ぶりに開催されたスターケードはWWEスマックダウン単独興行で行われた。なおテレビ放映はされなかった。
| No.                                        | 結果 | 試合形式                                                        |
| ------------------------------------------ | --- | --------------------------------------------------------------- |
| 1                                          | ○ボビー・ルード vs. ドルフ・ジグラー● | シングル戦 スペシャル・ゲスト・レフェリー: アーン・アンダーソン |
| 2                                          | ○ザ・ブラジオン・ブラザーズ (ハーパー & ローワン), マイク・ケネリス, ザ・コロンズ (プリモ・コロン & エピコ・コロン) & ルセフ (with エイデン・イングリッシュ) vs. ブリザンゴ (タイラー・ブリーズ & ファンダンゴ), タイ・デリンジャー, シン・カラ & ジ・アセンション (コナー & ヴィクター)● | 12人タッグチーム戦                                              |
| 3                                          | ○ナオミ vs. タミーナ● (with ラナ) | シングル戦                                                      |
| 4                                          | ○ダスティン・ローデス vs. ダッシュ・ワイルダー● | シングル戦                                                      |
| 5                                          | ●バロン・コービン (c) vs. 中邑真輔○ 反則裁定による決着 | WWE US王座戦                                                    |
| 6                                          | ○ウーソズ (ジェイ・ウーソ & ジミー・ウーソ) (c) vs. ニュー・デイ (コフィ・キングストン & エグゼビア・ウッズ)● (with ビッグE), シェルトン・ベンジャミン & チャド・ゲイブル, ケヴィン・オーウェンズ & サミ・ゼイン                                                                          | フェイタルフォーウェイ形式WWEスマックダウンタッグ王座戦         |
| 7                                          | ○シャーロット・フレアー (c) vs. ナタリヤ● | スティール・ケージ形式WWEスマックダウン女子王座戦               |
| 8                                          | ○AJスタイルズ (c) vs. ジンダー・マハル● (with ザ・シン・ブラザーズ) | スティール・ケージ形式WWE王座戦                                 |
| - (c) – 試合開始時点でのチャンピオンを指す | |                                                                 |

#### Starrcade（2018）
前年同様サバイバー・シリーズの6日後に開催され、1時間のダイジェスト版を翌日WWEネットワークで放映。
| No.                                                                                 | 結果 | 試合形式                                              | 時間  |
| ----------------------------------------------------------------------------------- | --- | ----------------------------------------------------- | ----- |
| 1                                                                                   | ○ベイリー, デイナ・ブルック, エンバー・ムーン & サーシャ・バンクス vs. アリシア・フォックス, ミッキー・ジェームス, ナイア・ジャックス & タミーナ● | 女子8人タッグ戦                                       | 6:50  |
| 2D                                                                                  | ○ドリュー・マッキンタイア (with ドルフ・ジグラー) vs. フィン・ベイラー●                                                                           | シングル戦                                            | -     |
| 3D                                                                                  | ○ザ・Bチーム (ボー・ダラス & カーティス・アクセル) vs. ザ・リバイバル (スコット・ドーソン & ダッシュ・ワイルダー)●                                | タッグチーム戦                                        | -     |
| 4D                                                                                  | ○ザ・バー (セザーロ & シェイマス) (c) vs. ニュー・デイ (ビッグE & コフィ・キングストン)● (with エグゼビア・ウッズ)                                | WWEスマックダウンタッグ王座戦                         | -     |
| 5D                                                                                  | ○ブレイ・ワイアット vs. バロン・コービン● | シングル戦                                            | -     |
| 6D                                                                                  | ○ブレイ・ワイアット vs. バロン・コービン● | ノーDQ戦                                              | -     |
| 7D                                                                                  | ○シャーロット・フレアー vs. アスカ● | シングル戦                                            | -     |
| 8                                                                                   | ●中邑真輔 (c) vs. レイ・ミステリオ○ 反則裁定による決着                                                                                            | WWE US王座戦                                          | 2:11  |
| 9                                                                                   | ○レイ・ミステリオ & ルセフ (with ラナ) vs. ザ・ミズ & 中邑真輔●                                                                                   | タッグチーム戦                                        | 6:10  |
| 10                                                                                  | ○AJスタイルズ vs. サモア・ジョー● | スティール・ケージ戦                                  | 11:58 |
| 11D                                                                                 | ○セス・ロリンズ (c) vs. ディーン・アンブローズ●                                                                                                   | スティール・ケージ形式WWEインターコンチネンタル王座戦 | -     |
| - (c) – 試合開始時点でのチャンピオンを指す - D – ダーク・マッチで行われた試合を指す | |                                                       |       |

#### Starrcade（2019）
| No.                                                                    | 試合予定* | 試合形式                                              |
| ---------------------------------------------------------------------- | --- | ----------------------------------------------------- |
| 1                                                                      | "ザ・フィーンド"・ブレイ・ワイアット (c) vs. ブラウン・ストローマン | スティール・ケージ形式WWEユニバーサル王座戦           |
| 2                                                                      | ローマン・レインズ vs. キング・コービン | シングル戦                                            |
| 3                                                                      | セス・ロリンズ vs. ケヴィン・オーウェンズ | シングル戦                                            |
| 4                                                                      | ザ・カブキ・ウォーリアーズ (アスカ & カイリ・セイン) (c) vs. シャーロット・フレアー & ベッキー・リンチ vs. ザ・ボス・アンド・ハグ・コネクション (サーシャ・バンクス & ベイリー) vs. アレクサ・ブリス & ニッキー・クロス | フェイタル・フォー・ウェイ形式WWE女子タッグ王座戦     |
| 5                                                                      | 中邑真輔 (c) & サミ・ゼイン vs. ザ・ミズ | ハンディーキャップ形式WWEインターコンチネンタル王座戦 |
| 6                                                                      | バディー・マーフィー vs. アリスター・ブラック | シングル戦                                            |
| 7                                                                      | ザ・ニュー・デイ (ビッグ・E & コフィ・キングストン) (c) vs. ザ・リバイバル (スコット・ドーソン & ダッシュ・ワイルダー)                                                                                                  | WWEスマックダウンタッグ王座戦                         |
| 8                                                                      | ルセフ vs. ボビー・ラシュリー (with ラナ) | ラストマン・スタンディング戦                          |
| - (c) – 試合開始時点でのチャンピオンを指す *試合は変更される可能性あり | |                                                       |